# ギャラン店
ギャラン店（ギャランてん）は、三菱自動車工業のかつての販売チャネルの1つ。

## 概要
- 1978年のカープラザ店設立時、従来の販売店は「三菱自動車」と称されていたが、1982年からは「ギャラン店」と称されるようになった。
- ギャラン店には主力のギャランを中心に、ミニカやミニキャブなどの軽自動車[1]やかつて売れ筋だったパジェロのほか、ランサーも取り扱っていた。
- 2003年にカープラザ店と統合され、三菱の乗用車全車種が全店舗で取り扱えるようになった。もっとも、この時点ですでにカープラザ店の専売車種はギャランの兄弟車だったアスパイアのみとなっていた。
- ギャラン店・カープラザ店時代ともに社名は「○○三菱自動車販売株式会社」のため、社名だけでどちらかを見分けることができなかった（一部例外もあった）。
- バブル期には一部の販社でドイツ製の高級乗用車「メルセデス・ベンツ」を取り扱っており、その名残で現在でもメルセデス・ベンツの販売店（従来から取り扱っていたヤナセの販売網とは別に立ち上げられた「シュテルン店」）を経営している販社が存在する。
- 三菱の主力車種が「コルト」（2002年発売のものとは別車種）だった時代から存在するため、社名に「コルト」が入る販社も存在していたことがあったが、2022年現在では「千葉三菱コルト自動車販売」のみとなった（なお、千葉県の三菱自動車販売会社には、「コルト」の付かない「千葉三菱自動車販売」が別に存在する）。

## かつてのギャラン店専売車種
- パジェロ
- パジェロミニ
- ジープ
- デボネア
- シグマ
- ギャラン
- ランサー（ランサーセディアは併売）
- ミニカ
- ミニカトッポ
- トッポBJ
- ミニキャブ

## かつてのカープラザ店との併売車種
- デリカスターワゴン
- デリカスペースギア
- ディアマンテ
- スタリオン
- GTO
- FTO
- エクリプス
- コルディア
- シャリオ
- シャリオグランディス
- リベロ
- パジェロイオ
- eKワゴン
- レグナム

## ディーラー一覧
2019年時点のもの。
太字はカープラザ店専売車種も併売（乗用車全車種を販売していたことになる）。

### 北海道
- 旭川三菱自動車販売
- 帯広三菱自動車販売
- 釧路三菱自動車販売
- 北海道三菱自動車販売
- 北見三菱自動車販売
- 函館三菱自動車販売 - 2009年1月、函館地方裁判所へ破産申請、函館中央三菱自動車販売(旧カープラザ店)に統合。
- 岩見沢三菱自動車販売
- 空知三菱自動車販売
- 北央三菱自動車販売
- 室蘭三菱自動車販売
- 稚内三菱自動車販売

### 東北
- 青森三菱自動車販売
- 岩手三菱自動車販売 - 一時期、東日本三菱自動車販売に統合されていた時期あり。再独立後、宮城三菱自動車販売の子会社となり、さらに2015年7月、盛岡三菱自動車販売と合併、現在に至る。
- 東北三菱自動車販売- 2019年3月 、社名から「三菱」が抜け、東北自動車販売株式会社に社名変更。2023年11月、仙台地方裁判所に自己破産手続き開始を申請し倒産。
- 宮城三菱自動車販売
- 気仙沼三菱自動車販売 - 2012年2月、宮城三菱自動車販売に合併
- 秋田三菱自動車販売
- 大館三菱自動車販売
- 横手三菱自動車販売
- 山形三菱自動車販売
- 郡山三菱自動車販売
- 福島三菱自動車販売- 現東日本三菱自動車販売
- いわき三菱自動車販売
- 会津三菱自動車販売

### 関東・東京
- 茨城三菱自動車販売
- 南茨城三菱自動車販売- 2007年に関東三菱自動車販売に合併
- 北総三菱自動車販売
- 高萩三菱自動車販売
- 栃木三菱自動車販売
- 南栃木三菱自動車販売
- 群馬三菱自動車販売
- 安中三菱自動車販売
- 埼玉三菱コルト自動車販売
- 東埼玉三菱自動車販売 - 2007年7月30日をもって会社倒産、業務停止
- 埼玉三菱自動車販売 - 2007年に関東三菱自動車販売に合併、現東日本三菱自動車販売
- 浦和東三菱自動車販売
- 久喜三菱自動車販売
- 南武三菱自動車販売
- 菱晋自販
- 千葉三菱コルト自動車販売 - 2022年11月現在、「コルト」の名前が入ったまま現存する唯一の販社
- 千葉三菱自動車販売
- 野田三菱自動車販売
- 八千代三菱自動車販売
- 港三菱自動車販売
- 東京三菱自動車販売 - 2007年に関東三菱自動車販売に合併、現東日本三菱自動車販売
- 中央三菱自動車販売
- 東京北三菱自動車販売
- 東京東三菱自動車販売
- 西東京三菱自動車販売
- 神奈川三菱自動車販売 - 2007年に関東三菱自動車販売に合併、現東日本三菱自動車販売
- 北京浜三菱自動車販売
- 川崎三菱自動車販売
- 座間三菱自動車販売
- 湘南三菱自動車販売
- 北藤沢三菱自動車販売

### 中部
- 新潟三菱自動車販売
- 長岡三菱自動車販売
- 五泉三菱自動車販売
- 富山三菱自動車販売
- 高岡三菱自動車販売
- 石川三菱自動車販売 - 2007年7月に名古屋三菱自動車販売、愛知中央三菱自動車販売、岐阜三菱自動車販売と合併して中部三菱自動車販売を設立。現金沢三菱自動車販売
- 福井三菱自動車販売
- 山梨三菱自動車販売 - 2007年に関東三菱自動車販売に合併、現東日本三菱自動車販売
- 北富士三菱自動車販売
- 長野三菱自動車販売
- 松本三菱自動車販売 - 2007年に関東三菱自動車販売に合併、現東日本三菱自動車販売
- 飯田三菱自動車販売 - 2007年12月14日をもって事業停止
- 岐阜三菱自動車販売 - 2007年7月に名古屋三菱自動車販売、愛知中央三菱自動車販売、石川三菱自動車販売と合併して中部三菱自動車販売を設立。現西日本三菱自動車販売
- 土岐三菱自動車販売
- 静岡三菱自動車販売
- 東海三菱自動車販売
- 愛知三菱自動車販売
- 北愛知三菱自動車販売
- 名古屋三菱自動車販売 - 2007年7月に愛知中央三菱自動車販売、岐阜三菱自動車販売、石川三菱自動車販売と合併して中部三菱自動車販売を設立。現西日本三菱自動車販売
- 三河三菱自動車販売
- 名北三菱自動車販売 - 2013年10月に中部三菱自動車販売へディーラー権を譲渡
- 一宮三菱自動車販売
- 三重三菱自動車販売

### 近畿
- 滋賀三菱自動車販売
- 京都三菱自動車販売
- 大阪三菱自動車販売
- 近畿三菱自動車販売 - 2007年に西日本三菱自動車販売に合併
- 南大阪三菱自動車販売
- 泉北三菱自動車販売
- 姫路三菱自動車販売
- 兵庫三菱自動車販売
- 奈良三菱自動車販売
- 和歌山三菱自動車販売

### 中国
- 鳥取三菱自動車販売
- 日本海三菱自動車販売
- 島根三菱自動車販売
- 益田三菱自動車販売
- 米子三菱自動車販売
- 岡山三菱自動車販売
- 津山三菱自動車販売
- 広島三菱自動車販売
- 中国三菱自動車販売[2]
- 福山三菱自動車販売
- 尾道三菱自動車販売
- 下関三菱自動車販売
- 山口三菱自動車販売
- 萩三菱自動車販売
- 新山口三菱自動車販売

### 四国
- 徳島三菱自動車販売
- 香川三菱自動車販売
- 伊予三菱自動車販売 - 現：西日本三菱自動車販売。2006年に松山三菱自動車販売(カープラザ)と統合して愛媛三菱自動車販売となった後、現在に至る。
- 宇和島三菱自動車販売
- 高知三菱自動車販売
- 幡多三菱自動車販売

### 九州・沖縄
- 九州三菱自動車販売 - 地場独立資本会社「KMGホールディングス」および社会人野球チーム「KMGホールディングス硬式野球部」の母体である。
- 福岡三菱自動車販売 - 2007年、九州三菱自動車販売と統合
- 長崎三菱自動車販売（旧西九州三菱自動車販売） - KMGホールディングス傘下
- 熊本三菱自動車販売 - KMGホールディングス傘下
- 大分三菱自動車販売（旧東九州三菱自動車販売） - KMGホールディングス傘下
- 宮崎三菱自動車販売
- 鹿児島三菱自動車販売
- 牧港自動車 - 2007年に「琉球三菱自動車販売」社名変更。